# CDK5
A quinase 5 dependente de ciclina é uma proteína, e mais especificamente uma enzima, que é codificada pelo gene CDK5.
A molécula pertence à família das quinases dependentes de ciclina. As quinases são enzimas que catalisam reações de fosforilação, processo que permite que o substrato ganhe um grupo fosfato doado por um composto orgânico conhecido como ATP. As fosforilações são de vital importância durante a glicólise, tornando as quinases uma parte essencial da célula devido ao seu papel no metabolismo, sinalização celular e muitos outros processos.

## Estrutura
A Cdk5 é uma serina/treonina quinase dirigida por prolina, que foi identificada pela primeira vez como um membro da família CDK devido à sua estrutura semelhante à CDC2/CDK1 em humanos, uma proteína que desempenha um papel crucial na regulação do ciclo celular.

## Doenças
Doenças associadas com CDK5 incluem Lisencefalia 7 Com Hipoplasia Cerebelar e Lisencefalia. Entre suas vias relacionadas estão o dano ao DNA e a resposta ao Ca2+ citosólico plaquetário elevado. Deficiência da proteína DJ-1 relacionada a Parkinson altera a sinalização de Cdk5 e induz a morte neuronal por reentrada aberrante do ciclo celular.